# Izithunzi
Izithunzi és un gènere d'aranyes araneomorfes de la família dels drimúsids (Drymusidae). Fou descrita per primera vegada l'any 2018 per Facundo M. Labarque, Abel Pérez González i Charles Edward Griswold. Són endèmiques d'Àfrica del Sud.
Segons el World Spider Catalog, versió 19.0, del 15 de juny de 2018, existeixen 5 espècies:
- Izithunzi capense (Simon, 1893) (espècie tipus)
- Izithunzi lina Labarque, Pérez-González & Griswold, 2018
- Izithunzi productum (Purcell, 1904)
- Izithunzi silvicola (Purcell, 1904)
- Izithunzi zondii Labarque, Pérez-González & Griswold, 2018